# 마산종합문화제
마산종합문화제는 마산문화협의회가 1956년 10월에 창설한 문화제이다. 4회까지는 창설자인 마산문화협의회가 개최하였고, 5∼7회는 마산시가, 제8회부터는 예총 마산지부가 주최하고 있다. 개최일자는 일정치 않으며, 주최자가 적당한 시기를 골라 개최하는데 주로 봄·가을에 6∼7일간 열린다.
행사 내용은 한글시백일장·사생대회·음악콩쿠르·무용콩쿠르·가요콩쿠르·변론대회·타자대회가 베풀어지며 이 밖에 미술공모전·문학의 밤·미스 마산 콘테스트 등이 있고 축하행사로는 관광전·특산품전·조화전·식물전 등이 열린다. 시상으로는 각 부별로 최고상·우수상·장려상 등이 수여된다.